# Повчанка (річка)
Повчанка, Адністратка — річка в Україні, в Дубенському районі Рівненської області. Ліва притока Ікви.

## Розташування
Протікає у верхній течії у південно-східному напрямі, у середній — у східному та північно-східному напрямі, у нижній — у східному напрямі, вузькою долиною в межах Повчанської височини.
Має витоки у селі Повча. Впадає в річку Іква поблизу села Підлужжя.

## Опис
Довжина річки близько 19 км. Приток не має. Тече вузькою долиною, утворюючи невеликі заплави. На річці чимало ставків, особливо у середній течії, між селами Пирятин і Підлужжя.
На берегах річки розташовані села: Повча, Будераж, Мильча, Пирятин, Турковичі, Микитичі та Підлужжя.